# Craugastor greggi
Espèce
Synonymes
- Eleutherodactylus greggi Bumzahem, 1955
- Eleutherodactylus chiquito Lynch, 1965

Statut de conservation UICN

 CR A3e : 
En danger critique
Craugastor greggi est une espèce d'amphibiens de la famille des Craugastoridae.

## Répartition
Cette espèce se rencontre de 1500 à 2 700 m d'altitude :
- au Guatemala sur le volcan Tajamulco ;
- au Mexique au Chiapas dans la région du Soconusco et sur le volcan Tacaná.

## Étymologie
Cette espèce est nommée en l'honneur de Clifford Cilley Gregg (1895–1992).

## Publication originale
- Bumzahem, 1955 : A new species of frog of the genus Eleutherodactylus from Guatemala. Copeia, vol. 1955, no 2, p. 118-119.